# Zmarli w roku 1889
Lista osób zmarłych w 1889:

## styczeń 1889
- 5 stycznia – Konstanty Schmidt-Ciążyński, polski kolekcjoner i znawca sztuki, ofiarodawca dużego zbioru dla Muzeum Narodowego w Krakowie[1]
- 23 stycznia – Ignacy Domeyko, polski geolog, mineralog, badacz Ameryki Południowej[2]
- 28 stycznia – Joseph-Émile Barbier, francuski astronom i matematyk[3]
- 30 stycznia – Rudolf, arcyksiążę austriacki[4]

## luty 1889
- 3 lutego – Belle Starr, „Królowa Bandytów”, legendarna amerykańska koniokradka i złodziejka[5]
- 26 lutego – Paula Montal, hiszpańska zakonnica, święta katolicka[6]

## marzec 1889
- 2 marca – Ludwik Waryński, polski socjalista[7]
- 7 marca – Józef Eulalio Valdés, kubański bonifrater, błogosławiony katolicki[8]

## kwiecień 1889
- 3 kwietnia – Wawrzyniec Żmurko, polski matematyk, uważany za prekursora lwowskiej szkoły matematycznej[9]
- 15 kwietnia – Ojciec Damian z Molokaʻi, święty, belgijski misjonarz[10]
- 23 kwietnia – Jules Amédée Barbey d'Aurevilly, francuski pisarz, poeta, publicysta i wpływowy krytyk literacki[11]

## maj 1889
- 3 maja – Charles Lory, francuski geolog[12]

## czerwiec 1889
- 7 czerwca – Maria Teresa de Soubiran, francuska zakonnica, założycielka Zgromadzenia Maryi Wspomożycielki, błogosławiona katolicka[13]
- 8 czerwca – Gerard Manley Hopkins, angielski poeta, jezuita[14]

## lipiec 1889
- 5 lipca – Olimpia Chodźko, polska działaczka emigracyjna, literatka i tłumaczka[15]
- 13 lipca – Victor Adolphe Malte-Brun, francuski geograf i kartograf[16]

## październik 1889
- 11 października – James Joule, fizyk angielski, badacz zjawisk termodynamicznych i elektromagnetycznych[17]

## listopad 1889
- 2 listopada – Pius od św. Alojzego, włoski pasjonista, błogosławiony katolicki[18]
- 4 listopada – Tytus Chałubiński, polski lekarz, współzałożyciel Towarzystwa Tatrzańskiego[19]
- 14 listopada – Maria Teresa Scrilli, włoska zakonnica, założycielka Sióstr Matki Bożej z Góry Karmel, błogosławiona katolicka[20]
- 17 listopada:
  - Juliusz Ligoń, śląski działacz społeczny, publicysta i poeta[21]
  - Samuel Roth, spiskoniemiecki pedagog, geolog, speleolog, działacz turystyczny[22]
- 26 listopada – Kajetana Sterni, włoska zakonnica, błogosławiona katolicka[23]

## grudzień 1889
- 6 grudnia – Jefferson Davis, amerykański polityk, prezydent Skonfederowanych Stanów Ameryki[24]
- 12 grudnia – Wiktor Buniakowski, rosyjski matematyk[25]
- data dzienna nieznana: 
  - Tekla Zalewska, uczestniczka powstania styczniowego w oddziale Kazimierza Konrada Błaszczyńskiego, zesłana na Sybir[26]